# Poultney
Poultney ist eine Town im Rutland County des Bundesstaates Vermont in den Vereinigten Staaten mit 3020 Einwohnern (laut Volkszählung von 2020).

## Geografie

### Geografische Lage
Poultney liegt zentral im Westen des Rutland Countys, in den Green Mountains. Im Süden ragt der Lake Saint Catherine in die Town und in westlicher Richtung durch das Village Poultney entwässert der Poultney River mit seinen Nebenflüssen das Gebiet. Der Poultney River bildet auch streckenweise die Grenze zum Bundesstaat New York. Die höchste Erhebung ist der 736 m hohe Spruce Knop im Norden der Town.

### Nachbargemeinden
Alle Entfernungen sind als Luftlinien zwischen den offiziellen Koordinaten der Orte aus der Volkszählung 2010 angegeben.
- Norden: Castleton, 3,9 km
- Nordosten: Ira, 10,3 km
- Südosten: Middletown Springs, 7,1 km
- Süden: Wells, 3,1 km
- Südwesten: Granville, NY, 13,5 km
- Westen: Hampton, NY, 11,3 km
- Nordwesten: Fair Haven, 8,3 km

### Stadtgliederung
In der Town Poultney befindet sich am westlichen Rand das mit eigenständigen Rechten versehene Villages Poultney, direkt östlich von diesem das Unincorporated Village East Poultney und im Westen des Poultney Villages das Green Mountain College.

### Klima
Die mittlere Durchschnittstemperatur in Poultney liegt zwischen −6,1 °C (21 °Fahrenheit) im Januar und 21,67 °C (71 °Fahrenheit) im Juli. Damit ist der Ort gegenüber dem langjährigen Mittel der USA um etwa 8 Grad kühler. Die Schneefälle zwischen Mitte Oktober und Mitte Mai liegen mit mehr als zwei Metern etwa doppelt so hoch wie die mittlere Schneehöhe in den USA. Die tägliche Sonnenscheindauer liegt am unteren Rand des Wertespektrums der USA, zwischen September und Mitte Dezember sogar deutlich darunter.

## Geschichte
Poultney wurde am 21. September 1761 als Grant durch Benning Wentworth gegründet. Das Land wurde an 60 Siedler vergeben. Die Gründungsversammlung fand am 7. Juni 1763 in Sheffield, Massachusetts statt. Die ersten Siedler erreichten Pultney 1771. Es waren Thomas Ashley und Ebenezer Allen. Die meisten der frühen Siedler kamen aus Connecticut und Massachusetts. Benannt wurde Poultney nach William Pulteney, Earl of Bath. Die meisten Gebiete der Town wurden nicht von den ursprünglichen Nehmern des Grants besiedelt, nur zwei ließen sich in Poultney nieder. Die anderen Flächen wurden verkauft. Ethan Allen wie auch seine Brüder siedelten hier und Ende des 18. Jahrhunderts gehörte ein Drittel des Gebietes der Town einem Mitglied der Familie Allen. Ethan Allen wurde auf der letzten Stadtversammlung noch in Connecticut im Februar 1772 zum Proprietors Clerk gewählt. Zu den ersten Siedlern in Poultney gehörten Ebenezer Allen, ein Cousin von Ethan, und Thomas Ashley, der eine Allen geheiratet hatte. Sechs Brüder von Thomas Ashley siedelten ebenfalls in Poultney. Bei der ersten Stadtversammlung am 8. März 1775 wurde Ethans Bruder Heber Allen zum Town Clerk gewählt.
Die erste Kornmühle in Poultney wurde 1777 von Nehemiah Howe an den Wasserfällen errichtet. Weitere Mühlen folgten. Ende des 18. Jahrhunderts gab es bereits sechs Sägemühle und fünf Kornmühlen entlang des Ufers des Poultney Rivers. Im Amerikanischen Unabhängigkeitskrieg kämpften die Allens zusammen mit den Ashleys und weiteren Bewohnern bei den Green Mountain Boys.

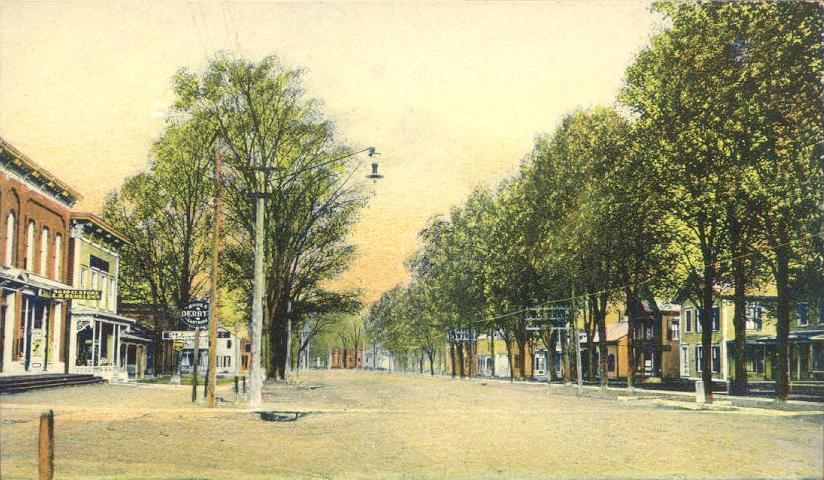
Main Street, Poultney (1906)

1849 ließ sich die Firma Ross & West in Poultney nieder. Hier entstand eine der größten Firmen, die außerhalb von New York oder Boston Melodeone produzierten. Paul M. Ross und Elijah West nutzen ein Ziegelgebäude, das zuvor eine Schmiede war. Mit Joseph Morse und seinem Sohn Joseph Harris Morse kamen weitere Teilhaber in die Firma, die ein stetes Wachstum hatte. Als jedoch bei einem Unfall am zugefrorenen Wasserrad Joseph Harris Morse im Jahr 1856 starb, war es das Ende der Firma, sie wurde abgewickelt und 1869 geschlossen.
Mitte des 19. Jahrhunderts begann der Schieferabbau in Pultney. Der erste Steinbruch wurde 1852 von Daniel Hooker eröffnet. Aus dem Schiefer wurden Schul- und Schreibtafeln gefertigt. Die Schieferindustrie expandierte und es gab viele gute Jahre, doch immer auch starke Rückschläge. Im Jahr 1900 beschäftigte die Schieferindustrie fast 1000 Arbeiter in 250 Steinbrüchen. Während der Großen Depression brach der Abbau fast völlig zusammen. Heute gehört Poultney zum Zentrum des Slate Valleys, das von New York nach Vermont reicht. Etwa 38 Unternehmen bauen mit 200 bis 300 Mitarbeitern Schiefer ab.

### Religionen
In Poultney gründeten die Methodisten, Baptisten, die Kongregationale Kirche und die Episkopalkirche Gemeinden. Der erste Priester kam 1780 nach Pultney. Zwischen 1803 und 1831 errichteten die Gemeinden Kirchen in der Town.

### Einwohnerentwicklung
| Volkszählungsergebnisse – Town of Poultney, Vermont | Volkszählungsergebnisse – Town of Poultney, Vermont | Volkszählungsergebnisse – Town of Poultney, Vermont | Volkszählungsergebnisse – Town of Poultney, Vermont | Volkszählungsergebnisse – Town of Poultney, Vermont | Volkszählungsergebnisse – Town of Poultney, Vermont | Volkszählungsergebnisse – Town of Poultney, Vermont | Volkszählungsergebnisse – Town of Poultney, Vermont | Volkszählungsergebnisse – Town of Poultney, Vermont | Volkszählungsergebnisse – Town of Poultney, Vermont | Volkszählungsergebnisse – Town of Poultney, Vermont |
| Jahr                                                | 1700                                                | 1710                                                | 1720                                                | 1730                                                | 1740                                                | 1750                                                | 1760                                                | 1770                                                | 1780                                                | 1790                                                |
| --------------------------------------------------- | --------------------------------------------------- | --------------------------------------------------- | --------------------------------------------------- | --------------------------------------------------- | --------------------------------------------------- | --------------------------------------------------- | --------------------------------------------------- | --------------------------------------------------- | --------------------------------------------------- | --------------------------------------------------- |
| Einwohner                                           |                                                     |                                                     |                                                     |                                                     |                                                     |                                                     |                                                     |                                                     |                                                     | 1.121                                               |
| Jahr                                                | 1800                                                | 1810                                                | 1820                                                | 1830                                                | 1840                                                | 1850                                                | 1860                                                | 1870                                                | 1880                                                | 1890                                                |
| Einwohner                                           | 1.694                                               | 1.905                                               | 1.955                                               | 1.909                                               | 1.880                                               | 2.329                                               | 2.278                                               | 2.836                                               | 2.717                                               | 3.031                                               |
| Jahr                                                | 1900                                                | 1910                                                | 1920                                                | 1930                                                | 1940                                                | 1950                                                | 1960                                                | 1970                                                | 1980                                                | 1990                                                |
| Einwohner                                           | 3.108                                               | 3.644                                               | 2.868                                               | 3.215                                               | 2.781                                               | 2.936                                               | 3.009                                               | 3.217                                               | 3.196                                               | 3.498                                               |
| Jahr                                                | 2000                                                | 2010                                                | 2020                                                | 2030                                                | 2040                                                | 2050                                                | 2060                                                | 2070                                                | 2080                                                | 2090                                                |
| Einwohner                                           | 3.633                                               | 3.432                                               | 3.020                                               |                                                     |                                                     |                                                     |                                                     |                                                     |                                                     |                                                     |

## Kultur und Sehenswürdigkeiten

### Parks
Im Norden liegt die 770 Acre (311,6 Hektar) große Bird Mountain Wildlife Management Area. Ein Teil des Gebietes liegt bereits auf dem Gelände der Towns Ira und Castleton es reicht von ehemaligen Weiden und Ackerflächen zu den Hängen des Birdseye Mountain.
Der Lake St. Catherine State Park befindet sich im Süden der Town von Pultney. Er umfasst 117 Acre (47,34 Hektar). Eröffnet wurde der Park 1953 mit einem kleinen Picknick- und Schwimmenbereich. Früher wurde hier Schiefer abgebaut und Reste von Schiefermühlen, Steinbrüchen und Schutthaufen sind noch sichtbar. Der Park selbst war einst ein Kinderferienlager und Ackerland.

## Wirtschaft und Infrastruktur

### Verkehr
Der Vermont State Route 30 verläuft in nord-südlicher Richtung zentral durch die Town, von Castleton nach Wells und im Village Poultney zweigen die Vermont State Route 31 in südlicher Richtung nach Granville und die Vermont State Route 140 nach Middletown Springs ab. Die Bahnstrecke Castleton–Eagle Bridge führt durch die Town mit einem Bahnhof in Poultney. Auch war Poultney an die ehemalige Straßenbahn Rutland angebunden.

### Öffentliche Einrichtungen
In Poultney gibt es kein eigenes Krankenhaus. Das nächstgelegene Krankenhaus ist das Rutland Regional Medical Center in Rutland.

### Bildung
Poultney gehört zum Rutland Southwest Supervisory Union. Die Poultney Elementary School hat Klassen von Kindergarten bis zur 6. Klasse. Danach kann die Poultney High School besucht werden. Im Westen des Villages Poultney liegt das Green Mountain College, ein privates College mit der Ausrichtung auf Kunst.
Die Poultney Public Library befindet sich an der Main Street in Poultney. Für Bewohner der Town und der angrenzenden Towns ist die Benutzung kostenlos. Eine Bücherei wurde bereits im Jahr 1790 in Poultney auf Initiative von Thomas Ashley gegründet.

## Persönlichkeiten

### Söhne und Töchter der Stadt
- Heman Allen (1779–1852), Politiker und Botschafter in Chile
- Ralph Barton Perry (1876–1957), Philosoph
- Asahel C. Kendrick (1809–1895), Klassischer Philologe
- George Jones (1811–1891), Journalist und Herausgeber der New-York Daily Times

### Persönlichkeiten, die vor Ort gewirkt haben
- William Miller (1782–1849), baptistischer Prediger